# Вельканоц (Малопольское воеводство)
Велька́ноц (пол. Wielkanoc) — село в Польше в сельской гмине Голча Мехувского повета Малопольского воеводства.
Село располагается в 2 км от административного центра гмины села Голча, в 9 км от административного центра повета города Мехув и в 31 км от административного центра воеводства города Краков.
Около села протекает река Голчанка, которая является притоком реки Шренява.
В 1975—1998 годах село входило в состав Краковского воеводства.